# Andainville
Andainville là một xã in the Somme department in Hauts-de-France in northern Pháp.

## Dân số
| 1962                                                    | 1968 | 1975 | 1982 | 1990 | 1999 |
| ------------------------------------------------------- | ---- | ---- | ---- | ---- | ---- |
| 267                                                     | 287  | 249  | 201  | 211  | 196  |
| Kết quả điều tra từ năm 1962, dân số không tính hai lần |      |      |      |      |      |